# Reaganomics

Ronald Reagan håller TV-tal från Ovala rummet om sina planer på sänkta skatter, juli 1981.

Reaganomics kallades den marknadsekonomiska finanspolitik som fördes av USA:s president Ronald Reagan under hans presidentskap 1981–1989. Politiken innefattade bland annat stora skattesänkningar, minskade statsutgifter, tillskott till militärbudgeten, och avregleringar av den inhemska marknaden. Den grundade sig på principer som utbudsekonomin och nedsippringsteorin. Begreppets uppkomst brukar tillskrivas radiomannen Paul Harvey.

## Bakgrund
Reaganomics inspirerades till stor del av nyliberalism. Termen är ett teleskopord av Reagan och Economics (nationalekonomi). En liknande term i Storbritannien är thatcherism, efter landets dåvarande premiärminister Margaret Thatcher. Reaganomics gick bland annat ut på att sänka inkomstskatten och kapitalvinstskatten, kontrollera penningmängden för att få ned inflationen och att minska statens inflytande och begränsa dess utgifter. På federal nivå minskade den högsta skattesatsen från 70 % till 28 % (sedan 2013 39,6 %). Sänkningen skedde i två större omgångar; 1981 sänktes samtliga skattesatser (varav den högsta till 50 %) och 1986 plattades skalan till, i vilket de mindre nivåerna höjdes samtidigt som satsen för de allra rikaste sänktes till 28 % (bland annat uppstod en "bubbeleffekt" med 33 % skatt för inkomster lägre än de som var underkastade den "högsta" skattesatsen). Medan 1981 års sänkning såg ökade statsinkomster, som Reagans ekonomer hade lovat, blev 1986 års reform dyrköpt, varefter underskottet ökade kraftigt. 

## Eftermäle
Reagans politik bidrog på sikt till en långvarig högkonjunktur (det glada 1980-talet) med minskad arbetslöshet medan inflationen ökade och budgetunderskottet, som han under sin valkampanj lovat minska, ökade tredubbelt till tidigare ej skådade nivåer. På sikt utplånades dock även underskottet helt under Bill Clintons presidenttid, samtidigt som de sänkta skatterna bestod. Reagan beklagade sig över att han inte lyckats minska statens roll; tvärtom ökade statens andel av USA:s BNP något under perioden 1981–1989, detta berodde dock till stor del på ökade försvarsutgifter under Kalla krigets slutskede, och fluktuerade.
Reagan höjde skattsatser vid flera tillfällen när hans regering så ansåg det nödvändigt, vilket inte fick lika stor uppmärksamhet som de reformer som bär hans namn. Kritiker och anhängare är dock eniga att han mycket framgångsrikt lyckades katalysera stöd för sin tidigare mycket kritiserade politik hos en stor del av befolkningen, medan hans mindre populära beslut, såväl nedskärningar i den federala budgeten som temporära skattehöjningar, fick begränsat utrymme.[källa behövs]